# Īlias Zouros
Īlias Zouros (in greco Ηλίας Ζούρος?; 11 marzo 1966) è un allenatore di pallacanestro greco.

## Palmarès

### Squadra

#### Titoli Nazionali
- Campionato lituano: 1

Žalgiris Kaunas: 2010-11
- Campionato montenegrino: 1

Budućnost: 2016-17
- Coppa di Lituania: 1

Žalgiris Kaunas: 2011
- Coppa del Montenegro: 1

Budućnost: 2017
- Lega Baltica: 1

Žalgiris Kaunas: 2010-11
- Lebanese Basketball League: 1

Sagesse Beirut: 2003-2004

#### Titoli Internazionali
- FIBA Asia Champions Cup: 1

Sagesse Beirut: 2004

### Individuale
- ULEB Eurocup Coach of the Year: 1

Panellinios: 2009-10